# رنگین کمان (رمان)
رنگین کمان نام رمانی است اثر دی. اچ. لارنس (دیوید هربرت لارنس) که در سال ۱۹۱۵ نوشته شده است. این رمان داستان خانوادهٔ برنگون را که در مارش فارم زندگی می‌کنند طی سه نسل بازگو می‌کند و به طور ویژه بر رشد فردی و رسیدن به رضایت شخصی در چارچوب جامعهٔ انگلیسی قرن بیستم تأکید دارد.

## داستان
داستان رنگین کمان داستان خانوادهٔ برنگون است. آنها کشاورز و صنعتگرند و در ناتینگهامشایر زندگی می‌کنند. اولین شخصیت تام برنگون است. کتاب داستان او را از کودکی اش آغاز کرده و تا مرگش پیش می‌برد. نسل دوم داستان «ویل برنگون» و دخترخواندهٔ تام برنگون «آنا» را بازگو می‌کند؛ و نسل سوم داستان دختر خانواده «اورسولا» است و داستان با اورسولا ادامه می‌یابد. اورسولا تنها عضو خانواده نیست که در طی رمان قادر به یافتن رضایت شخصی از زندگی اش نمی‌شود و در پایان با دیدن قوس قزح بر روی زمین به این فکر می افتد که باز امیدوار باشد و ادامه بدهد. اما او رنگین کمانی می بیند که به او نوید طلوعی تازه را برای بشریت می دهد و به این امید زنده می‌ماند شاید که در قرن جدید زندگی دیگری شکل گیرد.

## دنباله
مابقی این داستان در رمان بعدی لارنس یعنی «زنهای عاشق» ادامه می‌یابد. در زنهای عاشق تأکید بر زندگی دو نوهٔ این خانواده یعنی «اورسولا» و «گودران» است. در زنهای عاشق شخصیت های دیگری همچون برکین و جرالد کریچ نیز وجود دارند و تأکید بر روی این چهار شخصیت است.

## استقبال
چاپ این رمان به مدت یازده سال در انگلستان منع شد گرچه در طی این مدت نسخه های آن در امریکا در دسترس بودند، بعد از یازده سال این منع برداشته شد. بعدها مادرن لایبرری این اثر را به همراه دو اثر دیگر لارنس، یعنی پسرها و عاشقها و زنهای عاشق در لیست صد رمان برتر قرن بیستم قرار داد. بسیاری این رمان را از جمله بهترین رمانهای لارنس و اوج پختگی ادبی او می دانند.

## اقتباس
۱۹۸۹: کارگردان کن راسل
۱۹۸۸: سریال تلویزیونی بی‌بی‌سی
۲۰۱۱: فیلم زنهای عاشق که در دو قسمت است و قسمت اول به رمان رنگین کمان می‌پردازد.

## به فارسی
رنگین کمان، دیوید هربرت لارنس، مجموعه آثار لارنس، نشر متیس، 1396، تهران